# Альваро Гонсалес Соберон
Альваро Гонсалес Соберон (ісп. Álvaro González Soberón, нар. 8 січня 1990, Потес) — іспанський футболіст, захисник клубу «Ан-Наср». Виступав, зокрема, за клуби «Расінг», «Реал Сарагоса», «Еспаньйол», «Вільярреал» та «Марсель», а також молодіжну збірну Іспанії.

## Клубна кар'єра
Народився 8 січня 1990 року в місті Потес. Вихованець футбольної школи клубу «Расінг».
У дорослому футболі дебютував 2009 року виступами за команду «Расінг Сантандер Б», в якій провів два сезони, взявши участь у 48 матчах чемпіонату.  Більшість часу, проведеного у складі другої команди «Расінга», був основним гравцем захисту команди.
Своєю грою за цю команду привернув увагу представників тренерського штабу клубу «Расінг», до складу якого приєднався 2010 року. Відіграв за клуб із Сантандера наступні два сезони своєї ігрової кар'єри.
2012 року уклав контракт з клубом «Реал Сарагоса», у складі якого провів наступні два роки своєї кар'єри гравця. 
З 2014 року два сезони захищав кольори клубу «Еспаньйол».  Граючи у складі «Еспаньйола» також здебільшого виходив на поле в основному складі команди.
З 2016 року три сезони захищав кольори клубу «Вільярреал».  Тренерським штабом нового клубу також розглядався як гравець «основи».
До складу клубу «Марсель» приєднався 2019 року. Станом на 15 жовтня 2020 року відіграв за команду з Марселя 25 матчів в національному чемпіонаті.

## Виступи за збірну
2013 року залучався до складу молодіжної збірної Іспанії. На молодіжному рівні зіграв в одному офіційному матчі.

## Статистика виступів

### Статистика клубних виступів
| Сезон                          | Команда                        | Чемпіонат                      | Чемпіонат | Чемпіонат | Національний кубок | Національний кубок | Національний кубок | Континентальні кубки | Континентальні кубки | Континентальні кубки | Інші змагання | Інші змагання | Інші змагання | Усього | Усього |
| Сезон                          | Команда                        | Ліга                           | Ігор      | Голів     | Ліга               | Ігор               | Голів              | Ліга                 | Ігор                 | Голів                | Ліга          | Ігор          | Голів         | Ігор   | Голів  |
| ------------------------------ | ------------------------------ | ------------------------------ | --------- | --------- | ------------------ | ------------------ | ------------------ | -------------------- | -------------------- | -------------------- | ------------- | ------------- | ------------- | ------ | ------ |
| 2009–10                        | «Расінг Сантандер Б»           | СДБ                            | 23        | 0         | -                  | -                  | -                  | -                    | -                    | -                    | -             | -             | -             | 23     | 0      |
| 2010–11                        | «Расінг» (Сантандер)           | ПД                             | 3         | 0         | КІ                 | -                  | -                  | -                    | -                    | -                    | -             | -             | -             | 3      | 0      |
| 2011–12                        | «Расінг» (Сантандер)           | ПД                             | 34        | 1         | КІ                 | 1                  | 0                  | -                    | -                    | -                    | -             | -             | -             | 35     | 1      |
| Усього за «Расінг» (Сантандер) | Усього за «Расінг» (Сантандер) | Усього за «Расінг» (Сантандер) | 37        | 1         |                    | 1                  | 0                  |                      | -                    | -                    |               | -             | -             | 38     | 1      |
| 2012–13                        | «Реал Сарагоса»                | ПД                             | 33        | 1         | КІ                 | 4                  | 0                  | -                    | -                    | -                    | -             | -             | -             | 37     | 1      |
| 2013–14                        | «Реал Сарагоса»                | СД                             | 39        | 1         | КІ                 | 1                  | 0                  | -                    | -                    | -                    | -             | -             | -             | 40     | 1      |
| Усього за «Реал Сарагоса»      | Усього за «Реал Сарагоса»      | Усього за «Реал Сарагоса»      | 72        | 2         |                    | 5                  | 0                  |                      | -                    | -                    |               | -             | -             | 77     | 2      |
| 2014–15                        | «Еспаньйол»                    | ПД                             | 36        | 1         | КІ                 | 6                  | 0                  | -                    | -                    | -                    | -             | -             | -             | 42     | 1      |
| 2015–16                        | «Еспаньйол»                    | ПД                             | 36        | 0         | КІ                 | 2                  | 0                  | -                    | -                    | -                    | -             | -             | -             | 38     | 0      |
| серп. 2016                     | «Еспаньйол»                    | ПД                             | 2         | 0         | КІ                 | -                  | -                  | -                    | -                    | -                    | -             | -             | -             | 2      | 0      |
| Усього за «Еспаньйол»          | Усього за «Еспаньйол»          | Усього за «Еспаньйол»          | 74        | 1         |                    | 8                  | 0                  |                      | -                    | -                    |               | -             | -             | 82     | 1      |
| 2016–17                        | «Вільярреал»                   | ПД                             | 23        | 1         | КІ                 | 4                  | 0                  | ЛЄ                   | 5                    | 0                    | -             | -             | -             | 32     | 1      |
| 2017–18                        | «Вільярреал»                   | ПД                             | 33        | 0         | КІ                 | 2                  | 0                  | ЛЄ                   | 3                    | 0                    | -             | -             | -             | 38     | 0      |
| 2018–19                        | «Вільярреал»                   | ПД                             | 33        | 1         | КІ                 | 1                  | 0                  | ЛЄ                   | 7                    | 0                    | -             | -             | -             | 41     | 1      |
| Усього за «Вільярреал»         | Усього за «Вільярреал»         | Усього за «Вільярреал»         | 89        | 2         |                    | 7                  | 0                  |                      | 15                   | 0                    |               | -             | -             | 111    | 2      |
| 2019–20                        | «Марсель»                      | Л1                             | 20        | 0         | КФ+КЛ              | 4+0                | 1+0                | -                    | -                    | -                    | -             | -             | -             | 24     | 1      |
| 2020–21                        | «Марсель»                      | Л1                             | 2         | 0         | КФ                 | 0                  | 0                  | ЛЧ                   | 0                    | 0                    | -             | -             | -             | 2      | 0      |
| Усього за кар'єру              | Усього за кар'єру              | Усього за кар'єру              | 317       | 6         |                    | 25                 | 1                  |                      | 15                   | 0                    |               | -             | -             | 357    | 7      |

## Титули і досягнення
- Чемпіон Європи (U-21): 2013